# Ngọc Minh Chuyên
Ngọc Minh Chuyên là nữ cầu thủ bóng đá người Việt Nam chơi ở vị trí tiền đạo, cô hiện là tuyển thủ thuộc Đội tuyển U-20 Quốc gia Việt Nam, Đội tuyển bóng đá nữ Quốc gia Việt Nam và Thái Nguyên T&T.

## Tiểu sử
Ngọc Minh Chuyên sinh năm 2004 tại thôn Bình An, xã Bình Nhân, huyện Chiêm Hóa, tỉnh Tuyên Quang. Yêu và có năng khiếu từ nhỏ nhưng bắt đầu vào bậc học Trung học cơ sở cô mới có điều kiện phát huy sở trường. Cô được giáo viên môn Giáo dục thể chất của trường Trung học cơ sở Bình Nhân giới thiệu tới Huấn luyện viên trưởng Đoàn Việt Triều của Câu lạc bộ bóng đá nữ Thái Nguyên T&T.

## Sự nghiệp
Từ tháng 5 năm 2019, Minh Chuyên bắt đầu các bài kiểm tra và luyện tập tại Thái Nguyên T&T, sau 3 tháng, cô trúng tuyển và được vào đá chính.
Tại đội tuyển U20 Việt Nam, Minh Chuyên hai lần liên tiếp đạt danh hiệu Vua phá lưới tại Giải Bóng đá U18 nữ Đông Nam Á và Giải bóng đá U19 nữ Đông Nam Á, cả hai lần đội tuyển của Việt Nam đều vào đến trận Chung kết với vị trí Á quân.
Sau khi tham dự Giải U19 nữ Quốc gia 2023, Minh Chuyên được Huấn luyện viên Mai Đức Chung gọi lên Đội tuyển bóng đá nữ quốc gia Việt Nam.
Tháng 3 năm 2024, trong trận đấu lượt cuối bảng B - Cúp bóng đá U-20 nữ châu Á 2024, cô là người ghi bàn thắng duy nhất cho tuyển U-20 Việt Nam tại giải đấu. Pha ghi bàn này sau đó được bình chọn vào top 6 bàn thắng đẹp nhất giải đấu.

## Bàn thắng

### Đội tuyển U20 Việt Nam
| Trận | Ngày              | Địa điểm             | Đối thủ        | Bàn thắng | Kết quả      | Giải đấu                                     |
| ---- | ----------------- | -------------------- | -------------- | --------- | ------------ | -------------------------------------------- |
| 1    | 24 tháng Bảy 2022 | Palembang, Indonesia | U20 Singapore  | 1–0       | 9–0          | Giải vô địch bóng đá U-18 nữ Đông Nam Á 2022 |
| 2    | 24 tháng Bảy 2022 | Palembang, Indonesia | U20 Singapore  | 3–0       | 9–0          | Giải vô địch bóng đá U-18 nữ Đông Nam Á 2022 |
| 3    | 26 tháng Bảy 2022 | Palembang, Indonesia | U20 Indonesia  | 1–1       | 2–1          | Giải vô địch bóng đá U-18 nữ Đông Nam Á 2022 |
| 4    | 28 tháng Bảy 2022 | Palembang, Indonesia | U20 Campuchia  | 2–0       | 7–0          | Giải vô địch bóng đá U-18 nữ Đông Nam Á 2022 |
| 5    | 28 tháng Bảy 2022 | Palembang, Indonesia | U20 Campuchia  | 5–0       | 7–0          | Giải vô địch bóng đá U-18 nữ Đông Nam Á 2022 |
| 6    | 2 tháng Tám 2022  | Palembang, Indonesia | U20 Myanmar    | 2–0       | 4–1          | Giải vô địch bóng đá U-18 nữ Đông Nam Á 2022 |
| 7    | 9 tháng Ba 2023   | Việt Trì, Việt Nam   | U20 Singapore  | 1–0       | 11–0         | Vòng loại Cúp bóng đá U-20 nữ châu Á 2024    |
| 8    | 9 tháng Ba 2023   | Việt Trì, Việt Nam   | U20 Singapore  | 7–0       | 11–0         | Vòng loại Cúp bóng đá U-20 nữ châu Á 2024    |
| 9    | 9 tháng Ba 2023   | Việt Trì, Việt Nam   | U20 Singapore  | 9–0       | 11–0         | Vòng loại Cúp bóng đá U-20 nữ châu Á 2024    |
| 10   | 9 tháng Ba 2023   | Việt Trì, Việt Nam   | U20 Singapore  | 11–0      | 11–0         | Vòng loại Cúp bóng đá U-20 nữ châu Á 2024    |
| 11   | 3 tháng Sáu 2023  | Việt Trì, Việt Nam   | U20 Iran       | 2–1       | 3–2          | Vòng loại Cúp bóng đá U-20 nữ châu Á 2024    |
| 12   | 5 tháng Sáu 2023  | Việt Trì, Việt Nam   | U20 Libanon    | 1–0       | 3–0          | Vòng loại Cúp bóng đá U-20 nữ châu Á 2024    |
| 13   | 5 tháng Sáu 2023  | Việt Trì, Việt Nam   | U20 Libanon    | 3–0       | 3–0          | Vòng loại Cúp bóng đá U-20 nữ châu Á 2024    |
| 14   | 6 tháng Bảy 2023  | Palembang, Indonesia | U20 Singapore  | 2–0       | 5–0          | Giải vô địch bóng đá U-19 nữ Đông Nam Á 2023 |
| 15   | 10 tháng Bảy 2023 | Palembang, Indonesia | U20 Malaysia   | 2–0       | 6–0          | Giải vô địch bóng đá U-19 nữ Đông Nam Á 2023 |
| 16   | 10 tháng Bảy 2023 | Palembang, Indonesia | U20 Malaysia   | 3–0       | 6–0          | Giải vô địch bóng đá U-19 nữ Đông Nam Á 2023 |
| 17   | 10 tháng Bảy 2023 | Palembang, Indonesia | U20 Malaysia   | 6–0       | 6–0          | Giải vô địch bóng đá U-19 nữ Đông Nam Á 2023 |
| 18   | 13 tháng Bảy 2023 | Palembang, Indonesia | U20 Myanmar    | 1–1       | 2–1 (s.h.p.) | Giải vô địch bóng đá U-19 nữ Đông Nam Á 2023 |
| 19   | 27 tháng Hai 2024 | Tashkent, Uzbekistan | U20 Uzbekistan | 1–0       | 4–1          | Giao hữu                                     |
| 20   | 27 tháng Hai 2024 | Tashkent, Uzbekistan | U20 Uzbekistan | 3–1       | 4–1          | Giao hữu                                     |
| 21   | 10 tháng Ba 2024  | Tashkent, Uzbekistan | U20 Trung Quốc | 1–3       | 1–6          | 2024 AFC U-20 Women's Asian Cup              |

### Đội tuyển Bóng đá nữ Quốc gia Việt Nam
| Trận | Ngày              | Địa điểm             | Đối thủ                      | Bàn thắng | Kết quả | Giải đấu |
| ---- | ----------------- | -------------------- | ---------------------------- | --------- | ------- | -------- |
| 22   | 16 tháng Năm 2025 | Sân Hàng Đẫy, Hà Nội | Tuyển nữ Werder Bremen (Đức) | 1–2       | 1–4     | Giao hữu |

## Thành tích
| Năm  | Giải đấu                       | Đội tuyển       | Bàn thắng   | Danh hiệu                    | Chú thích |
| ---- | ------------------------------ | --------------- | ----------- | ---------------------------- | --------- |
| 2022 | Giải Bóng đá U18 nữ Đông Nam Á | U20 Việt Nam    | 6 bàn thắng | Vua phá lưới                 | [ 5 ]     |
| 2023 | Giải bóng đá U19 nữ Đông Nam Á | U20 Việt Nam    | 5 bàn thắng | Vua phá lưới                 | [ 5 ]     |
| 2023 | Quả bóng vàng Việt Nam         | Thái Nguyên T&T |             | Cầu thủ trẻ nữ xuất sắc nhất | [ 10 ]    |